# Kanton Saint-Avold-2
Kanton Saint-Avold-2 (fr. Canton de Saint-Avold-2) byl francouzský kanton v departementu Moselle v regionu Lotrinsko. Tvořilo ho šest obcí. Zrušen byl po reformě kantonů 2014.

## Obce kantonu
- Carling
- Hombourg-Haut
- L'Hôpital
- Lachambre
- Macheren
- Saint-Avold (část)